# Brasilien i olympiska sommarspelen 1992
Brasilien deltog i de olympiska sommarspelen 1992 med en trupp bestående av 197 deltagare, och totalt tog landet 3 medaljer.

## Basket
Damer
Gruppspel
| Lag       | Vinster | Förluster | Poäng | PF  | PA  |     |
| --------- | ------- | --------- | ----- | --- | --- | --- |
| Kuba      | 3       | 0         | 6     | 246 | 230 | +16 |
| OSS       | 2       | 1         | 5     | 244 | 222 | +22 |
| Brasilien | 1       | 2         | 4     | 237 | 241 | -4  |
| Italien   | 0       | 3         | 3     | 190 | 224 | -34 |

|           | Brasilien | Oberoende staters samvälde | Kuba  | Italien |
| --------- | --------- | -------------------------- | ----- | ------- |
| Brasilien |           | 64-76                      | 88-95 | 85-70   |
| OSS       | 76-64     |                            | 89-91 | 79-67   |
| Kuba      | 95-88     | 91-89                      |       | 60-53   |
| Italien   | 70-85     | 67-79                      | 53-60 |         |

## Boxning
Flugvikt
- Luiz Freitas

Fjädervikt
- Rogerio Dezorzi

Lättvikt
- Adilson Silva

Lätt mellanvikt
- Lucas Franca

## Bågskytte
Herrarnas individuella
- Vitor Krieger — Sextondelsfinal, 30:e plats (0-1)
- Dutra Mello — Rankningsrunda, 49:e plats (0-0)

## Cykling
Damernas linjelopp
- Claudia Carceroni
  - Final — 2:23:52 (→ 48:e plats)

## Friidrott
Herrarnas 100 meter
- André Domingos Silva
  - Heat — 10,78 (→ gick inte vidare)

Herrarnas 4 x 400 meter stafett
- Eronilde de Araujo, Nelson Rocha, Sergio Matias de Menezes och Sidney Telles de Souza
  - Heat — 3:01,38
- Robson da Silva, Nelson Rocha, Sergio Matias de Menezes och Sidney Telles de Souza
  - Final — 3:01,61 (→ 4:e plats)

Herrarnas maraton
- Osmiro de Souza Silva — 2:17,16 (→ 24:e plats)
- Joseildo Rocha da Silva — 2:26,00 (→ 56:e plats)
- Diamantino dos Santos — fullföljde inte (→ ingen placering)

Herrarnas 110 meter häck
- Joilto Santos Bonfim
  - Heat — 14,06 (→ gick inte vidare)

Herrarnas 400 meter häck
- Eronilde de Araújo
  - Heat — 49,10
  - Semifinal — 49,66 (→ gick inte vidare)

- Pedro Chiamulera
  - Heat — fullföljde inte (→ gick inte vidare)

Herrarnas 20 kilometer gång
- Sérgio Galdino — 1:33:32 (→ 27:e plats)
- Marcelo Palma — 1:40:11 (→ 32:a plats)
- Ademar Kammler — fullföljde inte (→ ingen placering)

Herrarnas tresteg
- Anísio Silva
  - Kval — 16,03 m (→ gick inte vidare)

- Jorge Luis Teixeira
  - Kval — 15,64 m (→ gick inte vidare)

Herrarnas tiokamp
- Pedro da Silva

Damernas 10 000 meter
- Carmen Oliveira
  - Kvalheat — 34:48,21 (→ gick inte vidare)

Damernas maraton
- Márcia Narloch — 2:44,32 (→ 17:e plats)
- Janette Mayal — 3:00,23 (→ 31:a plats)

## Fäktning
Herrarnas värja
- Roberto Lazzarini
- Luciano Finardi
- Francisco Papaiano

Herrarnas värja, lag
- Roberto Lazzarini, Luciano Finardi och Francisco Papaiano

Herrarnas sabel
- Ricardo Menalda

## Handboll
Herrar
Gruppspel
| Lag             | Pld | W | D | L | GF  | GA  | GD  | Poäng |
| --------------- | --- | - | - | - | --- | --- | --- | ----- |
| Sverige         | 5   | 5 | 0 | 0 | 120 | 86  | +44 | 10    |
| Island          | 5   | 3 | 1 | 1 | 101 | 99  | +2  | 7     |
| Sydkorea        | 5   | 3 | 0 | 2 | 114 | 117 | −3  | 6     |
| Ungern          | 5   | 2 | 0 | 3 | 102 | 108 | −6  | 4     |
| Tjeckoslovakien | 5   | 1 | 1 | 3 | 94  | 92  | +2  | 3     |
| Brasilien       | 5   | 0 | 0 | 5 | 96  | 125 | −29 | 0     |

| Results         | Sverige | Island | Sydkorea | Ungern | Tjeckoslovakien | Brasilien |
| --------------- | ------- | ------ | -------- | ------ | --------------- | --------- |
| Sverige         |         | 25–18  | 28–18    | 25–21  | 20–14           | 22–15     |
| Island          | 18–25   |        | 26–24    | 22–16  | 16–16           | 19–18     |
| Sydkorea        | 18–28   | 24–26  |          | 22–18  | 20–19           | 30–26     |
| Ungern          | 21–25   | 16–22  | 18–22    |        | 20–18           | 27–21     |
| Tjeckoslovakien | 14–20   | 16–16  | 19–20    | 18–20  |                 | 27–16     |
| Brasilien       | 15–22   | 18–19  | 26–30    | 21–27  | 16–27           |           |

## Judo
Herrarnas extra lättvikt
- Shigueto Yamasaki

Herrarnas halv lättvikt
- Rogério Sampaio

Herrarnas lättvikt
- Sérgio Oliveira

Herrarnas halv mellanvikt
- Ezequiel Paraguassu

Herrarnas mellanvikt
- Wagner Castropil

Herrarnas halv tungvikt
- Aurélio Miguel

Herrarnas tungvikt
- José Mario Tranquillini

Damernas extra lättvikt
- Andrea Rodrigues

Damernas halv lättvikt
- Patricia Bevilacqua

Damernas lättvikt
- Jemina Alves

Damernas halv mellanvikt
- Tânia Ishii

Damernas mellanvikt
- Rosicléia Campos

Damernas halv tungvikt
- Soraia André

Damernas tungvikt
- Edilene Aparecida

## Segling
Herrarnas lechner
- George Rebello
  - Slutlig placering — 216,0 poäng (→ 19:e plats)

Damernas lechner
- Christina Forte
  - Slutlig placering — 183,0 poäng (→ 17:e plats)

Damernas 470
- Claudia Swan och Monica Scheel
  - Slutlig placering — 100,7 poäng (→ 15:e plats)

## Simhopp
Damernas 10 m
- Silvana Neitzke
  - Kval — 230,70 poäng (→ 28:e plats)

## Tennis
Herrsingel
- Luiz Mattar
  - Första omgången — Förlorade mot Paul Haarhuis (Nederländerna) 6-4, 3-6, 2-6, 2-6
- Jaime Oncins
  - Första omgången — Besegrade Srđan Muškatirović (Oberoende deltagare) 7-6, 4-6, 6-1
  - Andra omgången — Besegrade Michael Chang (USA) 6-2, 3-6, 6-3, 6-3
  - Tredje omgången — Besegrade Mark Koevermans (Nederländerna) 6-7, 0-6, 6-7
  - Kvartsfinal — Förlorade mot Andrei Tjerkasov (Förenade laget) 1-6, 4-6, 7-6, 6-4, 2-6

Herrdubbel
- Luiz Mattar och Jaime Oncins
  - Första omgången — Förlorade mot Emilio Sánchez och Sergio Casal (Spanien) 3-6, 6-3, 7-6, 3-6, 1-6

Damsingel
- Andrea Viera-Arnold
  - Första omgången — Förlorade mot Manuela Maleeva (Schweiz) 2-6, 3-6